# CCNYL1
La ciclina Y 1L (CCNY1L) es una proteína miembro de la familia de las ciclinas Y y codificada en humanos por el gen CCNJL. Existen dos isoformas de la molécula. El gen se expresa a altos niveles durante el ciclo celular, principalmente en el núcleo. Contiene 15 intrones, 14 de ellos caracterizados por la secuencia repetitiva, y que cumple la regla canónica de empalme, GT-AG y una secuencia GC-AG, produciendo en total seis ARN mensajeros. La expresión del gen produce varias proteínas asociadas a fenotipos no específicos, pero se ha propuesto que participa en un proceso que regula la progresión de la célula a través del ciclo celular.

## Interacciones
La proteína CCNY1L ha demostrado ser capaz de interaccionar con USP54 (una peptidasa), la calnexina (una lecitina) y CUL1.
Se ha notado que, en modelos animales, varios medicamentos interfieren con la expresión del mRNA de la ciclina JL, incluyendo la TCDD (la dioxina más potente), la ciclosporina, el ácido fólico y la metionina.